# Valérie Gauvin
Valérie Gauvin (Sainte-Clotilde, 1º giugno 1996) è un'allenatrice di calcio ed ex calciatrice francese, di ruolo attaccante.
In oltre dieci anni di calcio giocato, inizialmente in Francia per proseguire poi in Inghilterra e Stati Uniti d'America prima di tornare in Francia dove ha chiuso la carriera da calciatrice, ha disputato con il Montpellier la UEFA Women's Champions League e siglando con la maglia del club 67 reti in 109 partite tra il 2014 e il 2020. ha inoltre indossato la maglia della nazionale francese dalle giovanili fino alla nazionale maggiore, marcando 37 presenze e siglando 17 gol, dei quali due al Mondiale di Francia 2019.

## Carriera

### Club
Gauvin nasce nell'isola della Riunione, territorio francese d'oltremare parte delle isole Mascarene, nell'Oceano Indiano, per poi trasferirsi nel sud-ovest della Francia continentale con la madre e la sorella all'età di 4 anni. Scoperta la passione per il calcio, all'età di 12 anni si tessera con il Tolosa giocando nelle sue formazioni giovanili dall'Under-16 fino a conquistare la fiducia della società che la fa debuttare in prima squadra nel corso della stagione di Division 1 Féminine 2012-2013, anno della sua retrocessione in Division 2 Féminine. Durante la stagione 2013-2014 si conferma punto di riferimento dell'attacco della squadra, conquistando il titolo di capocannoniere del torneo con 32 reti siglate in 20 partite. In quel periodo le sue capacità in fase offensiva sono sottolineate anche nel campionato francese Under-19 di categoria, dove segna per il Tolosa 45 reti.
Durante la sessione di calciomercato estivo 2014, Gauvin coglie l'occasione offertale dal Montpellier per tornare a giocare in Division 1 Féminine dalla stagione successiva. Nel maggio 2017, dopo una stagione in cui la consacra importante componente dell'attacco della nuova squadra segnando 13 reti, 10 in campionato e 3 in coppa, su 17 partite complessive, terza marcatrice della squadra in campionato dietro la svedese Sofia Jakobsson (14) e Lindsey Thomas (12), aiutando il Montpellier a qualificarsi per la UEFA Women's Champions League, Gauvin ha firmato un'estensione del contratto fino al 2020.

### Nazionale
Gauvin inizia ad essere convocata dalla federazione calcistica della Francia nelle proprie nazionali giovanili dal 2012, inizialmente vestendo la maglia della formazione under 16 per essere impiegata dal tecnico Guy Ferrier nella under 17 nel corso della fase di qualificazione all'edizione 2013 del campionato europeo di categoria, dove la Francia però non riesce ad accedere alla fase finale, superata nella classifica del gruppo 3 dalla Spagna.
Dopo un periodo di tre anni Gauvin viene selezionata dal responsabile della formazione under 20 Gilles Eyquem per testare le sue capacità nell'amichevole dell'8 novembre 2016 con le pari età del Canada, dove al 74' è autrice della rete che fissa sul 2-0 il risultato dell'incontro. Eyquem la inserisce nella rosa delle giocatrici che affrontano il Mondiale Under-20 di Papua Nuova Guinea 2016, impiegandola in tutti i sei incontri disputati dalla Francia fino alla finale di Port Moresby del 3 dicembre 2016, dove è la Corea del Nord a laurearsi campione del mondo di categoria vincendo l'incontro per 3-1.
Nel frattempo il tecnico Philippe Bergerôo decide di farla debuttare nella nazionale maggiore, nell'amichevole del 23 ottobre 2015 persa con i Paesi Bassi 2-1, dove al 71' rileva Marie-Laure Delie partita titolare. Sempre nel 2016 Jean-François Niemezcki, responsabile della nazionale B, la convoca per un'amichevole per poi insierirla in rosa con la formazione invitata all'Istria Cup del 2017. Per tornare a vestire la maglia della nazionale maggiore deve aspettare il settembre 2017, chiamata dal nuovo tecnico Corinne Diacre nell'amichevole vinta 1-0 sul Cile. Diacre decide inoltre di inserirla nella lista delle 23 giocatrici convocate per il Mondiale casalingo annunciata dalla federazione francese il 2 maggio 2019.

## Palmarès

### Club
- Campionato francese di seconda divisione: 1

Tolosa: 2011-2012